# Біслама
Бісла́ма (бісл. Bislama) — креольська мова, одна з офіційних мов Вануату. Нею написано національний гімн країни Yumi, Yumi, Yumi. Понад 95 % слів біслами мають англійське походження, частина слів походять із французької та місцевих мов, які суттєво вплинули на граматику. По суті, біслама є мовою з англійською лексикою та австронезійською граматикою.

## Назва
Слово «біслама» (фр. Bichelamar) походить від фр. bêche de mer (морський огірок).

## Статус
Активний розвиток біслами почався 1980 року після проголошення незалежності Вануату. Відтоді з'явилася частина людей, які використовують бісламу як першу мову (в основному це мешканці міст Порт-Віла та Санто). Нині головні сфери використання мови це політика та журналістика. Зокрема бісламою проводять дебати в парламенті країни, в газетах та на інтернет-виданнях публікують матеріали цією мовою. Натомість кількість книжок бісламою є мала, а найбільшим текстом є переклад Біблії.
Бісламу не використовують в освіті: навчання в школах Вануату проводять англійською та французькою мовами, проте останніми роками з'являються спроби ввести в середніх школах вивчення біслами.
Поза всім, біслама є досить добре вивченою мовою.

## Абетка і фонетика
| Літера | Назва | Вимова IPA |
| ------ | ----- | ---------- |
| A a    | а     | a          |
| B b    | бі    | b          |
| D d    | ді    | d          |
| E e    | е     | e          |
| F f    | еф    | f          |
| G g    | ґе    | g          |
| H h    | етс   | h          |
| I i    | і     | i          |
| J j    | че    | ʧ          |
| K k    | ке    | k          |
| L l    | ел    | l          |
| M m    | ем    | m          |
| N n    | ен    | n          |
| O o    | о     | o          |
| P p    | пі    | p          |
| R r    | ар    | r          |
| S s    | ес    | s          |
| T t    | ті    | t          |
| U u    | у     | u          |
| V v    | ві    | v          |
| W w    | ве    | w          |
| Y y    | є     | j          |

В бісламі налічують 5 голосних фонем та 3 голосні дифтонги, а також 18 приголосних фонем.
Бісламі притаманні окремі риси сингармонізму. Насамперед це стосується появи голосних суфікса перехідності -(*)m. Стандартною його формою є -em, однак якщо в основі дієслова є голосний i або u, то суфікс також набуває i або u відповідно — -im та -um.
Стандартна форма:
bon (горіти) — bonem (палити)
Однак:
rid (читати) — ridim (читати /що-небудь/)
kuk (варити) — kukum (варити /що-небудь/)

## Семантико-граматична характеристика
Як уже було згадано, граматика біслами є австронезійського типу, тож їй притаманні такі риси:
1. Переважання аналітизму в утворенні граматичних форм та словосполучень.
2. Вираження граматичних значень за допомогою прийменників та часток.
3. Формальна невираженність частин мови.
4. Факультативність використання деяких граматичних показників, якщо граматичне значення є зрозумілим за контекстом.
5. Відсутність категорій роду, класу, особи.
6. Наявність інклюзивних та ексклюзивних форм займенників.
7. Наявність великої кількості фразеологічних сполучень у лексиці.

### Іменник
- Бісламський іменник є сам по собі невідмінюваним, відмінкове значення виражає прийменник: wetem studen — зі студентом, from studen — через студента.
- Належність виражають за допомогою прийменника blong: pikinini blong tija — дитина вчителя.
- Множину виражають завдяки препозитивній частці ol: man (людина) — ol man (люди).

### Прикметник
Прикметник може мати звичайну (атрибутивну) та предикативну форму. Звичайна форма утворюється від предикативної завдяки додаванню суфікса -fala і виконує функції означення іменника: bigfala sip — великий корабель, gudfala ples — хороше місце. Предикативна форма виконує функції присудка: Mi glad — Я радий.

### Займенник
Особові займенники:
- я — mi
- ти — yu
- він, вона, воно — hem
- ми — mifala
- я і ти — yumi
- ви — yufala
- вони — ol

Присвійні займенники утворюються від особових завдяки прийменнику blong: pren blong hem — його друг, lanwis blong ol — їхня мова.
Вказівний займенник: цей, той — ia (ya). Вказівний займенник займає місце після означуваного слова: vilis ia — це село.

### Предикативна частка
Предикативна частка i (одн.) або oli (множ.) займає місце перед присудком, незалежно від того, чим той виражений:
- Mifala i hanggre — Ми є голодні
- Hem i bos — Він є начальник
- Tija i ridim buk — Вчитель читає книгу
- Ol man oli kukum raes — Люди варять рис

предикативні частки не вживають після займенників mi (я), yu (ти) і yumi (я і ти): Mi glad tumas — Я дуже радий.

### Дієслово

#### Вид і час
Дієслово в бісламі не має спеціальних морфологічних показників, однак при його використанні у реченні додають предикативні частки i та oli. Для вираження видо-часових граматичних значень використовують частки:
- stap — позначає дію, одночасну з мовленням; займає місце перед дієсловом: Hem i stap slip — Він спить (зараз).
- bin — позначає минулу дію; займає місце перед дієсловом: Mi bin katem frut long naef — Я різав плід ножем; Misnari Milne i bin kam long aelan blong Nguna Місіонер Мілн прибув на острів Нґуна.
- finis — позначає дію, завершену в минулому; займає місце після дієслова: Ol studen oli ridim buk finis — Студенти вже прочитали книгу.
- bae — позначає майбутню дію; займає місце або на початку речення, або перед предикативною часткою i, oli: Bae Lulu i katem kenu Лулу буде вирізати каное; Ol studen bae oli ridim buk Студенти прочитають книгу.

#### Модальність
Деякі частки виражають значення, близьке до модального. Вони займають місце перед дієсловом:
- save — можливість виконання дії (могти, уміти): Em i save kukum raes — Вона вміє варити рис.
- mas — вимушеність виконання дії (мусити, повинен, треба): Ol man oli mas slip — Люди повинні поспати.

Якщо граматичне значення є зрозумілим за контекстом, видо-граматичні частки можуть бути упущеними.

#### Заперечення
Заперечення в бісламі виражають часткою no, котра займає місце між предикативною часткою i, oli та дієсловом (або видо-граматичною часткою, якщо вона є):
- Tomson i no bin salem haos — Томсон не продав дім.
- Bae ol man oli no kukum raes — Люди не будуть варити рис.

#### Перехідність
Розрізняють перехідні та неперехідні дієслова. Перехідні утворюються завдяки суфіксу -(*)m (em, im, um), що залежить від кореневого голосного. Стандартною його формою є -em, однак якщо в основі дієслова є голосний i або u, то суфікс також набуває i або u відповідно — -im та -um:
- Sera i stap rid — Сара читає, але:
- Sera i stap ridim buk — Сара читає книгу.

### Прийменник
В бісламі є чотири прийменники:
- long — позначає місце та напрямок (в, на, біля), а також предмет, яким виконують дію (орудний відмінок): Mi stap slip long haos — Я сплю в будинку; Hem i bin go long Kwinslan — Він поїхав у Квінсленд; Mi bin katem frut long naef — Я розрізав плід ножем.
- blong — позначає належність, а також особу, для якої виконують дію (для): haus blong mi — мій будинок; Bae mi kuk blong you — Я зварю для тебе.
- wetem — з (кимось): Bae mi kam wetem yu — Я піду з тобою;
- from — через (з якої причини?): from hem — через нього.

### Артикль
Слово wan (один) може бути використане як неозначений артикль: I gat wan foto blong hem — Є (одне) його фото.

### Синтаксис
Порядок слів у розповідному і питальному реченні однаковий: SVO (підмет — присудок — додаток), однак в останньому присутня питальна інтонація: Yu save (Ти знаєш) — Yu save? (Ти знаєш?)
Питальне слово зазвичай займає місце на початку речення: Wanem lanwis nao ol i yusum? — Яку мову вони тоді використовували?
Підрядні речення поєднуються із головними завдяки сполучникам: blong (для того, щоб), from (тому що; оскільки), taem (коли) та ін.:
- Naef i nogud blong katem kenu — Ніж не годиться для того, щоби вирізати каное.
- Papa blong mi i bin skul long Kwinslan from i no bin gat skul long ples ia — Мій батько вчився у Квінсленді, оскільки тут не було школи.
- Taem ol man ia oli kambak, oli bin joenem misnari — Коли ці люди повернулись, вони приєднались до місіонера.

## Фрази
- Будь ласка — plis
- Дякую — tangkyu
- Перепрошую (вибачте) — sori (sori tumas)

- Привіт — Halo
- Доброго ранку — Moning! / Gud moning
- Як поживаєте? — Olsem wanem?
- З вами все гаразд? — I olraet? / i gud? /i stret?
- (Зі мною) все гаразд — I gud / i stret / i olraet

- Як тебе звуть? — Wanem nem blong yu?
- Мене звуть… — Nem blong mi …
- Я (є) з… — Mimi kam long …
- Я (направляюся) в… — Mimi kam blong …
- Я дуже радий… — Mimi glad tumas long …
- Даруйте, я розмовляю бісламою лише трохи. — Sore, mimi toktok smol Bislama nomo

- Куди ти йдеш? — Yu go wea?
- Що ти робиш? — Yu stap mekem wanem?

- Що це? — Wanem ia?
- Скільки це коштує? — Hamas long hemia?
- Це мені подобається! — Mi laekem tumas!
- Як ви це робите? — Olsem wanem yu mekem olsem?
- Чому/Навіщо ви це робите? — From wanem yuyu mekem olsem?
- Я можу це з'їсти? — Mimi save kakae ia?
- Де є…? — … i stap wea?
- Туалет — Smolhaos / Tolet
- Можна зробити фото? — Mi save karem smol foto?